# Солдатов, Михаил Валентинович
Михаил Валентинович Солдатов (Пустой шаблон {{ВД-Преамбула}} ) — советский и российский хоккеист, нападающий.

## Биография
Воспитанник пермского хоккея, бо́льшую часть карьеры — 12 сезонов (1988/89 — 1993/94, 1996/97 — 2001/02) — провёл в команде «Молот» / «Молот-Прикамье» Пермь. Выступал также за «Россию» Краснокамск (1992/93 — 1993/94), «Молот-2» / «Молот-Прикамье-2» (1995/96 — 1997/98), «Спутник» Нижний Тагил (2002/03 — 2003/04).